# Agriophyllum montasirii
Agriophyllum montasirii là loài thực vật có hoa thuộc họ Dền. Loài này được El Gazzar mô tả khoa học đầu tiên năm 1988.